# Craigia yunnanensis
Craigia yunnanensis é uma espécie de angiospérmica da família Tiliaceae.
Pode ser encontrada nos seguintes países:  China e Vietnam.
Está ameaçada por perda de habitat.